# Calendrier de la saison de cyclo-cross féminine 2014-2015
Navigation
2013-2014 2015-2016
Le calendrier de la saison de cyclo-cross féminine 2014-2015 regroupe des courses de cyclo-cross débutant le 30 août 2014 et finissant le 22 février 2015. Les épreuves individuelles sont classées en plusieurs catégories. La plus haute catégorie regroupe les épreuves de la coupe du monde (CDM), qui donne lieu à un classement. Derrière elles, on retrouve les courses de catégorie C1 et C2, qui attribuent des points pour le classement mondial. On retrouve également les championnats nationaux (CN) qui sont organisés dans une vingtaine de pays.

## Classements UCI
| #  | Coureuse               | Pays            | Pts  |
| -- | ---------------------- | --------------- | ---- |
| 1  | Sanne Cant             | Belgique        | 2040 |
| 2  | Kateřina Nash          | Tchéquie        | 1520 |
| 3  | Ellen Van Loy          | Belgique        | 1415 |
| 4  | Helen Wyman            | Grande-Bretagne | 1334 |
| 5  | Katherine Compton      | États-Unis      | 1308 |
| 6  | Nikki Harris           | Grande-Bretagne | 1278 |
| 7  | Sophie de Boer         | Pays-Bas        | 1182 |
| 8  | Lucie Chainel-Lefevre  | France          | 1160 |
| 9  | Pauline Ferrand-Prévot | France          | 1110 |
| 10 | Marianne Vos           | Pays-Bas        | 1016 |
| 11 | Caroline Mani          | France          | 906  |
| 12 | Eva Lechner            | Italie          | 863  |
| 13 | Sabrina Stultiens      | Pays-Bas        | 833  |
| 14 | Pavla Havlikova        | Tchéquie        | 727  |
| 15 | Kaitlin Antonneau      | États-Unis      | 721  |
| 16 | Jolien Verschueren     | Belgique        | 694  |
| 17 | Rachel Lloyd           | États-Unis      | 628  |
| 18 | Sanne van Paassen      | Pays-Bas        | 616  |
| 19 | Christine Majerus      | Luxembourg      | 576  |
| 20 | Martina Mikulaskova    | Tchéquie        | 573  |

| #  | Nation          | Pts  |
| -- | --------------- | ---- |
| 1  | Belgique        | 4149 |
| 2  | France          | 3176 |
| 3  | Pays-Bas        | 3031 |
| 4  | Grande-Bretagne | 3003 |
| 5  | Tchéquie        | 2820 |
| 6  | États-Unis      | 2657 |
| 7  | Italie          | 1690 |
| 8  | Suisse          | 812  |
| 9  | Canada          | 807  |
| 10 | Luxembourg      | 742  |
| 11 | Allemagne       | 659  |
| 12 | Espagne         | 639  |
| 13 | Suède           | 498  |
| 14 | Autriche        | 412  |
| 15 | Japon           | 373  |
| 16 | Australie       | 294  |
| 17 | Danemark        | 291  |
| 18 | Slovaquie       | 286  |
| 19 | Pologne         | 236  |
| 20 | Portugal        | 208  |
| 21 | Croatie         | 200  |
| 21 | Hongrie         | 200  |
| 21 | Irlande         | 200  |
| 24 | Finlande        | 200  |
| 25 | Argentine       | 59   |
| 26 | Chine           | 31   |
| 27 | Lettonie        | 1    |

## Calendrier

### Août
| Date | Course                                      | Classe | Vainqueur     | Équipe                               |
| ---- | ------------------------------------------- | ------ | ------------- | ------------------------------------ |
| 30   | QianSen Trophy Cyclocross - Yanqing Station | C1     | Ellen Van Loy | VZW Young Telenet Fidea Cycling Team |

### Septembre
| Date | Course                              | Classe | Vainqueur         | Équipe                        |
| ---- | ----------------------------------- | ------ | ----------------- | ----------------------------- |
| 6    | Nittany Lion Cross 1, Breinigsville | C2     | Gabriella Durrin  | Team Neon Velo                |
| 7    | Nittany Lion Cross 2, Breinigsville | C2     | Laura Van Gilder  | Mellow Mushroom Pizza Bakers  |
| 10   | Clif Bar CrossVegas, Las Vegas      | C1     | Meredith Miller   | Noosa Pro                     |
| 13   | Colorado Cross Classic, Boulder     | C2     | Katherine Compton | Trek Factory Racing           |
| 14   | EKZ Tour #1, Baden                  | C1     | Eva Lechner       | Colnago Südtirol Team         |
| 14   | Boulder Cup, Boulder                | C1     | Katherine Compton | Trek Factory Racing           |
| 20   | Trek CXC Cup (1), Waterloo          | C1     | Katherine Compton | Trek Factory Racing           |
| 20   | Charm City Cross (1), Baltimore     | C2     | Helen Wyman       | Kona Factory Team             |
| 21   | Trek CXC Cup (2), Waterloo          | C2     | Katherine Compton | Trek Factory Racing           |
| 21   | Charm City Cross (2), Baltimore     | C2     | Helen Wyman       | Kona Factory Team             |
| 27   | Soudal GP Neerpelt, Neerpelt        | C2     | Sanne Cant        | Enertherm-BKCP                |
| 27   | Verge NECXS #1, Gloucester          | C2     | Helen Wyman       | Kona Factory Team             |
| 28   | Radcross Illnau, Illnau-Effretikon  | C2     | Marlène Petit     | Chambéry Cyclisme Compétition |
| 28   | Verge NECXS #2, Gloucester          | C2     | Caroline Mani     | Raleigh-clement cyclocross    |

### Octobre
| Date | Course                                          | Classe | Vainqueur           | Équipe                               |
| ---- | ----------------------------------------------- | ------ | ------------------- | ------------------------------------ |
| 4    | Providence CX Festival (1), Providence          | C1     | Katherine Compton   | Trek Factory Racing                  |
| 5    | EKZ Tour #2, Dielsdorf                          | C1     | Eva Lechner         | Colnago Südtirol Team                |
| 5    | Superprestige #1, Gieten                        | C1     | Sanne Cant          | Enertherm-BKCP                       |
| 5    | Providence CX Festival (2), Providence          | C2     | Katherine Compton   | Trek Factory Racing                  |
| 11   | Grote Prijs van Brabant                         | C2     | Helen Wyman         | Kona Factory Team                    |
| 11   | Ellison Park CX Festival (1) , Rochester        | C1     | Caroline Mani       | Raleigh-clement cyclocross           |
| 12   | Trophée Banque Bpost #1, Renaix                 | C1     | Sophie de Boer      | Kalas-NNOF Cycling Team              |
| 12   | Coupe de France La France Cycliste #1, Besançon | C2     | Marlène Petit       | Chambéry Cyclisme Compétition        |
| 12   | Kronborg Cyclocross                             | C2     | Ida Jansson         |                                      |
| 12   | GP-5-Sterne-Region, Beromünster                 | C2     | Elena Valentini     | BTC City Ljubljana                   |
| 12   | Ellison Park CX Festival (2) , Rochester        | C2     | Caroline Mani       | Raleigh-clement cyclocross           |
| 18   | HPCX (1), Jamesburg                             | C2     | Laura Van Gilder    | Mellow Mushroom Pizza Bakers         |
| 19   | Coupe du monde de cyclo-cross #1, Valkenburg    | CDM    | Katherine Compton   | Trek Factory Racing                  |
| 19   | HPCX (2), Jamesburg                             | C2     | Cassandra Maximenko | Rare Vos Racing/Van Dessel/Powe      |
| 21   | Kiremko Nacht van Woerden                       | C2     | Ellen Van Loy       | VZW Young Telenet Fidea Cycling Team |
| 25   | Gateway Cross Cup (1), Saint-Louis              | C2     | Erica Zaveta        | Team Redline                         |
| 26   | National Trophy Series #1, Southampton          | C2     | Adela Carter        |                                      |
| 26   | Gateway Cross Cup (1), Saint-Louis              | C2     | Sunny Gilbert       | Michelob Ultra-Big Shark Racing      |
| 26   | Manitoba GP of Cyclocross, Winnipeg             | C2     | Catharine Pendrel   | Luna Pro Team                        |
| 26   | Giro d'Italia Ciclocross #1, Fiuggi             | C2     | Alice Maria Arzuffi | Selle Italia-Guerciotti              |
| 31   | Cincy3 Harbin Park, Fairfield                   | C2     | Kateřina Nash       | Luna Pro Team                        |

### Novembre
| Date | Course                                          | Classe | Vainqueur             | Équipe                               |
| ---- | ----------------------------------------------- | ------ | --------------------- | ------------------------------------ |
| 1    | Trophée Banque Bpost #2, Oudenaarde             | C1     | Sophie de Boer        | Kalas-NNOF Cycling Team              |
| 1    | Cincy3 Kings CX After Dark, Mason               | C1     | Kateřina Nash         | Luna Pro Team                        |
| 1    | Verge NECXS #3, Northampton                     | C2     | Gabriella Durrin      |                                      |
| 2    | Superprestige #2, Zonhoven                      | C1     | Sanne Cant            | Enertherm-BKCP                       |
| 2    | EKZ Tour #3, Hittnau                            | C1     | Sina Frei             |                                      |
| 2    | Championnats panaméricains espoirs, Devou Park  | CC     | Maghalie Rochette     | Canada                               |
| 2    | Championnats panaméricains, Devou Park          | CC     | Katherine Compton     | États-Unis                           |
| 2    | Verge NECXS #4, Northampton                     | C2     | Cassandra Maximenko   | Rare Vos Racing/Van Dessel/Powe      |
| 2    | Giro d'Italia Ciclocross #2, Portoferraio       | C2     | Chiara Teocchi        |                                      |
| 8    | Championnats d'Europe espoirs, Lorsch           | CC     | Sabrina Stultiens     | Pays-Bas                             |
| 8    | Championnats d'Europe, Lorsch                   | CC     | Sanne Cant            | Belgique                             |
| 8    | Derby City Cup (1) , Louisville                 | C1     | Kateřina Nash         | Luna Pro Team                        |
| 9    | Superprestige #3, Ruddervoorde                  | C1     | Sanne Cant            | Enertherm-BKCP                       |
| 9    | Cyclo-cross de Primel, Plougasnou               | C2     | Lucie Chainel-Lefèvre |                                      |
| 9    | Derby City Cup (2) , Louisville                 | C2     | Kateřina Nash         | Luna Pro Team                        |
| 11   | Cyclocross de Quelneuc                          | C2     | Lucie Chainel-Lefèvre |                                      |
| 14   | Jingle Cross (1), Iowa City                     | C2     | Kateřina Nash         | Luna Pro Team                        |
| 15   | Jingle Cross (2), Iowa City                     | C1     | Kateřina Nash         | Luna Pro Team                        |
| 16   | Superprestige #4, Gavre                         | C1     | Sanne Cant            | Enertherm-BKCP                       |
| 16   | Coupe de France La France cycliste #2, Sisteron | C2     | Lucie Chainel-Lefèvre |                                      |
| 16   | Jingle Cross (3), Iowa City                     | C2     | Courtenay McFadden    |                                      |
| 22   | Coupe du monde de cyclo-cross #2, Coxyde        | CDM    | Sanne Cant            | Enertherm-BKCP                       |
| 22   | Supercross Cup (1), Stony Point                 | C2     | Arley Kemmerer        | PB2 Pro Cycling                      |
| 22   | CXLA Weekend (1), Los Angeles                   | C2     | Kateřina Nash         | Luna Pro Team                        |
| 23   | Superprestige #5, Francorchamps                 | C2     | Nikki Harris          | VZW Young Telenet Fidea Cycling Team |
| 23   | Schlosscross, Rheinfelden                       | C2     | Elena Valentini       | BTC City Ljubljana                   |
| 23   | Kansai Cyclocross, Takashima                    | C2     | Alice Maria Arzuffi   | Selle Italia-Guerciotti              |
| 23   | Supercross Cup (2), Stony Point                 | C2     | Arley Kemmerer        | PB2 Pro Cycling                      |
| 23   | CXLA Weekend (2), Los Angeles                   | C2     | Kateřina Nash         | Luna Pro Team                        |
| 29   | Coupe du monde de cyclo-cross #3, Milton Keynes | CDM    | Sanne Cant            | Enertherm-BKCP                       |
| 29   | Verge NECXS #5, Sterling                        | C2     | Ellen Noble           |                                      |
| 29   | Shinshu Cyclocross (1), Nobeyama                | C2     | Alice Maria Arzuffi   | Selle Italia-Guerciotti              |
| 30   | Trophée Banque Bpost #3, Hamme-Zogge            | C1     | Sanne Cant            | Enertherm-BKCP                       |
| 30   | National Trophy Series #4, Milton Keynes        | C2     | Katherine Compton     | Trek Factory Racing                  |
| 30   | Verge NECXS #6, Sterling                        | C2     | Ellen Noble           |                                      |
| 30   | Shinshu Cyclocross (2), Nobeyama                | C2     | Alice Maria Arzuffi   | Selle Italia-Guerciotti              |

### Décembre
| Date | Course                                                | Classe | Vainqueur              | Équipe                  |
| ---- | ----------------------------------------------------- | ------ | ---------------------- | ----------------------- |
| 6    | Trophée Banque Bpost #4, Hasselt                      | C1     | Sanne Cant             | Enertherm-BKCP          |
| 6    | Waves for Water Cyclo-cross Collaboration (1), Tacoma | C1     | Rachel Lloyd           |                         |
| 6    | Verge NECXS #7, Warwick                               | C2     | Crystal Anthony        |                         |
| 7    | Vlaamse Druivencross, Overijse                        | C1     | Sanne Cant             | Enertherm-BKCP          |
| 7    | Waves for Water Cyclo-cross Collaboration (2), Tacoma | C2     | Rachel Lloyd           |                         |
| 7    | Verge NECXS #8, Warwick                               | C2     | Ellen Noble            |                         |
| 7    | Giro d'Italia Ciclocross #3, Rossano Veneto           | C2     | Eva Lechner            | Colnago Südtirol Team   |
| 8    | Ciclocross del Ponte, Fae' Di Oderzo                  | C2     | Eva Lechner            | Colnago Südtirol Team   |
| 13   | Soudal Scheldecross, Anvers                           | C1     | Sanne Cant             | Enertherm-BKCP          |
| 13   | North Carolina GP (1), Hendersonville                 | C2     | Beth Ann Orton         |                         |
| 14   | EKZ Tour #4, Eschenbach                               | C1     | Lucie Chainel-Lefèvre  |                         |
| 14   | Zilvermeercross, Mol                                  | C2     | Sabrina Stultiens      | Rabo Liv                |
| 14   | Coupe de France La France Cycliste #3, Lanarvily      | C2     | Pauline Ferrand-Prévot | Rabo Liv                |
| 14   | North Carolina GP (2), Hendersonville                 | C2     | Beth Ann Orton         |                         |
| 14   | Giro d'Italia Ciclocross #4, Padoue                   | C2     | Chiara Teocchi         |                         |
| 17   | Cyclocross van het Waasland, Saint-Nicolas            | C2     | Sanne Cant             | Enertherm-BKCP          |
| 20   | Trophée Banque Bpost #5, Essen                        | C1     | Sophie de Boer         | Kalas-NNOF Cycling Team |
| 21   | Coupe du monde de cyclo-cross #4, Namur               | CDM    | Kateřina Nash          | Luna Pro Team           |
| 26   | Coupe du monde de cyclo-cross #5, Heusden-Zolder      | CDM    | Marianne Vos           | Rabo Liv                |
| 26   | Internationales Radquer Dagmersellen                  | C2     | Juliette Labous        |                         |
| 28   | Superprestige #6, Diegem                              | C2     | Marianne Vos           | Rabo Liv                |
| 30   | Trophée Banque Bpost #6, Loenhout                     | C1     | Kateřina Nash          | Luna Pro Team           |

### Janvier
| Date | Course                                        | Classe | Vainqueur             | Équipe                               |
| ---- | --------------------------------------------- | ------ | --------------------- | ------------------------------------ |
| 1    | Trophée Banque Bpost #7, Baal                 | C1     | Kateřina Nash         | Luna Pro Team                        |
| 2    | Radquer Bussnang                              | C1     | Sina Frei             |                                      |
| 2    | Centrumcross, Surhuisterveen                  | C2     | Marianne Vos          | Rabo Liv                             |
| 3    | Resolution 'Cross Cup (1), Dallas             | C2     | Crystal Anthony       |                                      |
| 3    | Kingsport Cyclo-cross Cup, Kingsport          | C2     | Allison Arensman      |                                      |
| 4    | Soudal Cyclocross Leuven, Louvain             | C1     | Sabrina Stultiens     | Rabo Liv                             |
| 4    | Resolution 'Cross Cup (2), Dallas             | C2     | Ellen Noble           |                                      |
| 6    | Giro d'Italia Ciclocross #5, Rome             | C1     | Eva Lechner           | Colnago Südtirol Team                |
| 12   | Cyclocross Otegem                             | C2     | Sanne Cant            | Enertherm-BKCP                       |
| 17   | Gran Premio Mamma E Papa Guerciotti AM, Milan | C2     | Alice Maria Arzuffi   | Inpa Sottoli Giusfredi               |
| 18   | Cyclo-cross International de Nommay, Nommay   | C2     | Lucie Chainel-Lefèvre |                                      |
| 24   | International Cyclo-cross Rucphen             | C2     | Nikki Harris          | VZW Young Telenet Fidea Cycling Team |
| 25   | Coupe du monde de cyclo-cross #6, Hoogerheide | CDM    | Eva Lechner           | Colnago Südtirol Team                |

### Février
| Date | Course                                           | Classe | Vainqueur              | Équipe         |
| ---- | ------------------------------------------------ | ------ | ---------------------- | -------------- |
| 1    | Championnats du monde de cyclo-cross, Tábor      | CM     | Pauline Ferrand-Prévot | France         |
| 4    | Parkcross, Maldeghem                             | C2     | Sanne Cant             | Enertherm-BKCP |
| 7    | Trophée Banque Bpost #8, Lille                   | C1     | Sanne Cant             | Enertherm-BKCP |
| 8    | Superprestige #7, Hoogstraten                    | C1     | Sanne Cant             | Enertherm-BKCP |
| 14   | Superprestige #8, Middelkerke                    | C1     | Sanne Cant             | Enertherm-BKCP |
| 15   | G.P. Stad, Eeklo                                 | C2     | Sanne Cant             | Enertherm-BKCP |
| 21   | Boels Classic Internationale Cyclocross, Heerlen | C1     | Sanne Cant             | Enertherm-BKCP |
| 22   | Internationale Sluitingsprijs, Oostmalle         | C1     | Sanne Cant             | Enertherm-BKCP |

## Championnats nationaux (CN)
Résultats
| Pays            | Date               | Championne             |
| --------------- | ------------------ | ---------------------- |
| Allemagne       | 10-11 janvier 2015 | Jessica Lambracht      |
| Australie       | 2 août 2014        | Lisa Jacobs            |
| Autriche        | 11 janvier 2015    | Nadja Heigl            |
| Belgique        | 10-11 janvier 2015 | Sanne Cant             |
| Canada          | 25 octobre 2014    | Catharine Pendrel      |
| Croatie         |                    | Gloria Musa            |
| Danemark        | 10-11 janvier 2015 | Annika Langvad         |
| Espagne         |                    | Rocío Gamonal          |
| États-Unis      | 10-11 janvier 2015 | Katherine Compton      |
| Finlande        |                    | Suvi Lavonen           |
| France          | 10-11 janvier 2015 | Pauline Ferrand-Prévot |
| Grande-Bretagne | 10-11 janvier 2015 | Helen Wyman            |

| Pays               | Date               | Championne           |
| ------------------ | ------------------ | -------------------- |
| Hongrie            |                    | Barbara Benko        |
| Irlande            |                    | Francine Meehan      |
| Italie             | 10-11 janvier 2015 | Eva Lechner          |
| Japon              | 14 décembre 2014   | Ayako Toyooka        |
| Luxembourg         | 10-11 janvier 2015 | Christine Majerus    |
| Pays-Bas           | 10-11 janvier 2015 | Marianne Vos         |
| Pologne            |                    | Olga Wasiuk          |
| Portugal           | 11 janvier 2015    | Isabel Caetano       |
| République-tchèque | 13 décembre 2014   | Kateřina Nash        |
| Slovaquie          | 13 décembre 2014   | Janka Keseg Števková |
| Suède              | 15 novembre 2014   | Ida Jansson          |
| Suisse             | 10-11 janvier 2015 | Sina Frei            |

## Records de victoires

### Par coureuse
|    | Nom                    | Pays            | Total |
| -- | ---------------------- | --------------- | ----- |
| 1  | Sanne Cant             | Belgique        | 22    |
| 2  | Kateřina Nash          | Tchéquie        | 12    |
| 3  | Katherine Compton      | États-Unis      | 10    |
| 4  | Eva Lechner            | Italie          | 7     |
| 5  | Lucie Chainel-Lefèvre  | France          | 5     |
| 5  | Helen Wyman            | Grande-Bretagne | 5     |
| 7  | Alice Maria Arzuffi    | Italie          | 4     |
| 7  | Ellen Noble            | États-Unis      | 4     |
| 7  | Marianne Vos           | Pays-Bas        | 4     |
| 10 | Sophie de Boer         | Pays-Bas        | 3     |
| 10 | Pauline Ferrand-Prévot | France          | 3     |
| 10 | Sina Frei              | Suisse          | 3     |
| 10 | Caroline Mani          | France          | 3     |
| 10 | Sabrina Stultiens      | Pays-Bas        | 3     |

### Par pays
Hors championnats nationaux
| #  | Pays            | Vict |
| -- | --------------- | ---- |
| 1  | États-Unis      | 30   |
| 2  | Belgique        | 23   |
| 3  | Italie          | 15   |
| 4  | France          | 13   |
| 5  | Tchéquie        | 11   |
| 6  | Grande-Bretagne | 9    |
| 6  | Pays-Bas        | 9    |
| 8  | Canada          | 2    |
| 8  | Suisse          | 2    |
| 10 | Suède           | 1    |

### Par équipes
Hors championnats nationaux
| # | Équipes                              | Vict |
| - | ------------------------------------ | ---- |
| 1 | Enertherm-BKCP                       | 20   |
| 2 | Luna Pro Team                        | 12   |
| 3 | Trek Factory Racing                  | 8    |
| 4 | Colnago Südtirol Team                | 6    |
| 4 | Rabo Liv                             | 6    |
| 6 | Kona Factory Team                    | 4    |
| 6 | Selle Italia-Guerciotti              | 4    |
| 6 | VZW Young Telenet Fidea Cycling Team | 4    |
| 9 | Kalas-NNOF Cycling Team              | 3    |
| 9 | Raleigh-clement cyclocross           | 3    |